# Szír vadszamár
A szír vagy szíriai vadszamár – egyéb nevein hemippe, acsdari, mezopotámiai vagy szír onager, – (Equus hemionus hemippus) az emlősök (Mammalia) osztályának páratlanujjú patások (Perissodactyla) rendjébe, ezen belül a lófélék (Equidae) családjába tartozó ázsiai vadszamár egyik kihalt alfaja.

## Története

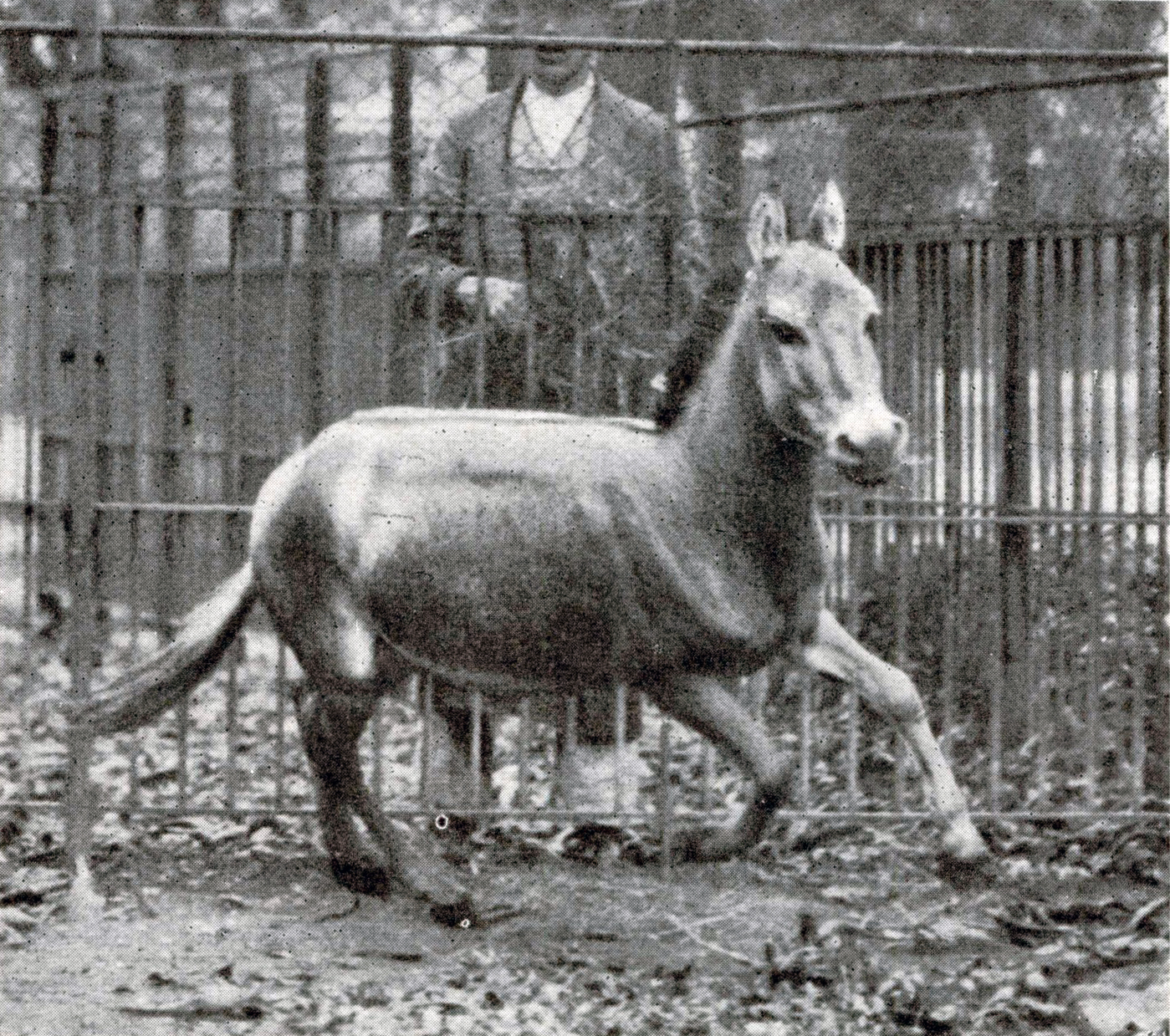
Egy galoppozó példány a Schönbrunni Állatkertből

Xenophón az Anabaszisz (Xenophón) című művében megemlítette a szír vadszamarat. Beszámolói szerint Szíriában a strucc, a túzok és a gazella mellett a leggyakoribb állat volt.
A 15.-és 16. században a Közel-Keleten járó európai felfedezők nagy létszámú állományokról számoltak be.  Az állomány azonban a 18.-és 19. század között a túlvadászat következtében rohamosan csökkent, az alfaj létét tovább fenyegette az I. világháború által okozott regionális felfordulás. Az utolsó ismert vadon élő példányt 1927-ben lőtték le Jordániában, az utolsó fogságban élő példány pedig ugyanebben az évben pusztult el a Schönbrunni Állatkertben.

## Előfordulása
Délnyugat-Ázsia sivatagjaiban, félsivatagjaiban, száraz füves pusztáiban és hegyi sztyeppéiben talált otthonra. A mai Irak, Palesztina, Izrael, Irán, Jordánia, Szaúd-Arábia, Szíria és Törökország területén élt.

## Megjelenése
A szír vadszamár volt a recens vadon élő lófélék legkisebbike, marmagassága kevesebb, mint 1 méter volt. A csődör szőrtakarójának színe mogyoró vagy halványszürke volt rózsaszínes árnyalattal, de az életkor előrehaladtával egérszürkévé kezdett „őszülni”. A kancáé jellemzően mogyoróbarnától az ősz között volt.

## Életmódja
Mint más ázsiai vadszamár alfajok, a szír vadszamár is ismert volt szelídíthetetlenségéről, szépségéről és erejéről, ami miatt a telivérhez hasonlították.
Legelő életmódot folytató növényevő volt. Táplálékát füvek, gyógynövények, levelek, cserjék és faágak tették ki. Ragadozói voltak az ázsiai oroszlán, az arab leopárd, a csíkos hiéna, a szír barna medve, az arab farkas és a kaszpi tigris. Az ázsiai gepárd és az aranysakál a csikókra jelenthettek veszélyt.

## Fordítás
- Ez a szócikk részben vagy egészben  a   Syrian wild ass című angol Wikipédia-szócikk fordításán alapul.  Az eredeti cikk szerkesztőit annak laptörténete sorolja fel. Ez a jelzés csupán a megfogalmazás eredetét és a szerzői jogokat jelzi, nem szolgál a cikkben szereplő információk forrásmegjelöléseként.